# 坦日
坦日（法語：Taingy，法語發音：[tɛ̃ʒi]）是法国勃艮第-弗朗什-孔泰大区约讷省的一个旧市镇，位于该省中部偏西南，属于欧塞尔区。2017年1月1日，坦日与市镇临近的2个市镇合并为新市镇莱欧德福泰尔，坦日为新市镇行政中心。

## 地理
坦日（47°36'58"N, 3°24'14"E）面积20.81 平方千米，位于法国勃艮第-弗朗什-孔泰大區约讷省，该省份为法国中北部内陆省份，西接卢瓦雷省，西北接塞纳-马恩省，南至涅夫勒省，东临科多尔省，东北与奥布省接壤。
与坦日接壤的市镇（或旧市镇、城区）包括：瓦讷、德吕莱贝勒方丹、莫莱姆、瑟芒特龙、皮赛地区苏热尔。
坦日的时区为UTC+01:00、UTC+02:00（夏令时）。

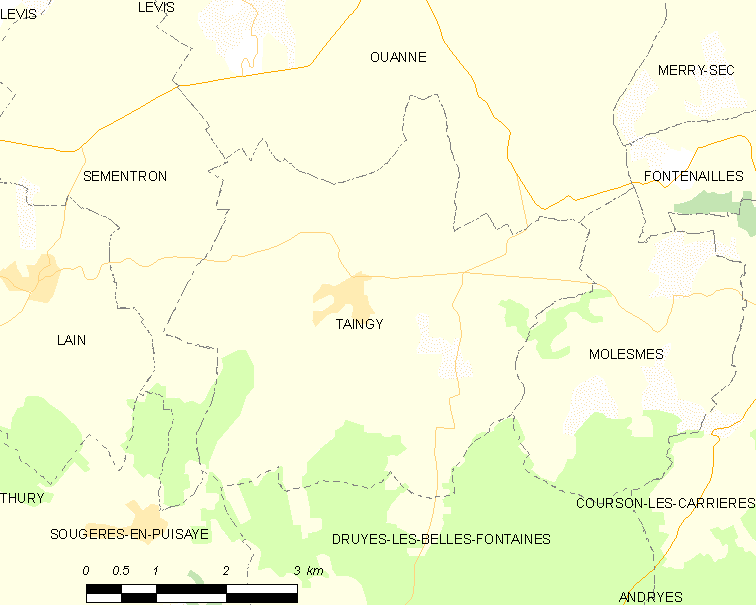
坦日的OSM定位图

## 行政
坦日的邮政编码为89560，INSEE市镇编码为89405。

## 政治
坦日所属的省级选区为万塞勒县。

## 人口

1962-2008年间坦日人口变化图示

坦日于2018年1月1日时的人口数量为259人。